# Pique Dame (Oper)
Pique Dame (russisch Пиковая дама Pikowaja dama) ist eine Oper in drei Akten und sieben Bildern von Peter Tschaikowski nach einem Libretto seines jüngeren Bruders Modest Tschaikowski, das auf der gleichnamigen Erzählung des russischen Dichters Alexander Puschkin basiert. Die Oper wurde am 19. Dezember 1890 im Mariinski-Theater in Sankt Petersburg zur Uraufführung gebracht.

## Handlung

### Erster Akt
Hermann trifft die von ihm geliebte Lisa, die allerdings mit dem Fürsten Jelezki verlobt ist. Er will der Großmutter Lisas das Geheimnis entreißen, wie man jedes Kartenspiel gewinne. Die Großmutter wurde früher wegen ihrer Spielleidenschaft Pique Dame genannt.

### Zweiter Akt
Auf einem Maskenball bekommt Hermann von Lisa den Schlüssel zum Zimmer der Gräfin, Lisas Großmutter. Durch dieses Zimmer solle er zu ihr kommen. Als Hermann im Zimmer der Gräfin ist, versucht er, ihr das Geheimnis zu entreißen, und bedroht sie schließlich mit einer Pistole. Sie stirbt durch einen Herzschlag. Lisa allerdings ist gekränkt. Er sei nicht ihretwegen, sondern wegen des Geheimnisses der drei Karten gekommen.

### Dritter Akt
Nachdem Hermann einen Brief von Lisa gelesen hat, erscheint ihm der Geist der Gräfin und nennt ihm drei Karten: Drei, Sieben, Ass.
Nachts erwartet Lisa Hermann. Der aber hat nur Interesse am Spiel und eilt in einen Club, um Pharo zu spielen. Daraufhin wirft sich Lisa in die Newa.
Hermann gewinnt die ersten beiden Spiele mit der Drei und der Sieben. Als er vermeintlich am Ende alles auf ein Ass setzt, spielt nur noch Fürst Jelezki mit, der seine Lisa an Hermann verloren hat. Tatsächlich gewinnt ein Ass, aber Hermann wird darauf hingewiesen, dass er versehentlich auf die Pik-Dame gesetzt hatte. Hermann sieht wiederum den Geist der Gräfin und ersticht sich.

## Instrumentation
Die Orchesterbesetzung der Oper enthält die folgenden Instrumente:
- Holzbläser: drei Flöten (3. auch Piccolo), zwei Oboen (1. auch Englischhorn), zwei Klarinetten, Bassklarinette, zwei Fagotte
- Blechbläser: vier Hörner, zwei Trompeten, drei Posaunen, Tuba
- Pauken, Schlagzeug: große Trommel, Trommel
- Klavier
- Harfe
- Streicher
- Bühnenmusik: Kindertrompete, Kindertrommel, Trompete, Trommel

## Werkgeschichte
Drei Jahre vor Tschaikowskis Tod, in einer Phase, die von Depressionen und Auseinandersetzungen mit seiner Frau, die ihn wegen seiner Homosexualität erpresste, dominiert war, entstand in Florenz, wohin er geflohen war, um ungestört arbeiten zu können, seine vorletzte Oper.
Nur zögernd hatte sich der Komponist dem Stoff genähert. Sein jüngerer Bruder Modest Tschaikowski hatte 1887 im Auftrag des Kaiserlichen Theaters in Sankt Petersburg ein Libretto für den Komponisten Nikolai S. Klenowski erarbeitet. Puschkins 1834 erschienene Erzählung wird darin abgewandelt und ergänzt: Die Handlung wird ins späte 18. Jahrhundert zurückverlegt, gesellschaftliche Zustände stärker herausgearbeitet, die Gestalt der Gräfin dämonisiert und die Figur des Fürsten Jelezki eingefügt. Der Schluss wird gründlich verändert: bei Puschkin war Hermann im Irrenhaus geendet und Lisa eine vorteilhafte Vernunftehe eingegangen.
Modest hatte in seinem Text Verse von Konstantin Batjuschkow, Gawriil Derschawin und Wassili Schukowski verwendet. Weitere Ergänzungen nahm Peter Tschaikowski selbst vor.
Das Libretto war zunächst unvertont geblieben, weil sich der Autor mit Klenowski zerstritten hatte. So wandte sich der Petersburger Intendant 1889 an Tschaikowski, der nach zunächst distanzierter Beschäftigung mit dem Stoff dann doch im Libretto seines Bruders Züge entdeckte, die zwar von Puschkins psychologisierender Erzählweise abwichen, aber seiner eigenen sensiblen Stimmungslage und gefühlsbetontem Gestaltungswillen entgegenkamen. Nicht zuletzt das fatalistische Schicksalsverständnis beider Hauptfiguren und ihr Scheitern im Streben nach Glück spiegeln Elemente der Biographie des Komponisten.
Die Hauptrollen der erfolgreichen Uraufführung am 19. Dezember 1890 im Mariinski-Theater in Sankt Petersburg sangen Nikolai Figner (German), Iwan Melnikow (Tomski), Leonid Jakowlew (Jelezki), Marija Slawina (Gräfin), Medea Figner (Lisa) und Marija Dolina (Polina). Die musikalische Leitung hatte Eduard Nápravník. Regie führte Josef Paleček. Die Choreografie des Intermezzos stammte von Marius Petipa. Die Bühnenbilder erstellten u. a. Wassili Wassiljew, Genrich Lewot, Konstantin Iwanow und Iwan Andrejew. Die Inszenierung war spektakulär und begründete die anhaltende russische Tradition prächtiger Aufführungen dieser Oper.